# You Want It You Got It
| 전문가 평가                   | 전문가 평가 |
| 평가 점수                     | 평가 점수   |
| 출처                          | 점수        |
| ----------------------------- | ----------- |
| AllMusic                      | [ 1 ]       |
| The Rolling Stone Album Guide | [ 2 ]       |

《You Want It You Got It》은 캐나다의 싱어송라이터 브라이언 애덤스의 두 번째 스튜디오 음반으로, 1981년 7월 21일, A&M 레코드에서 발매되었다.

## 배경 및 녹음
이 음반은 애덤스가 녹음 경력 내내 간직해온 사운드를 확립한 음반이었다. 애덤스가 짐 발란스와 함께 대부분의 악기를 직접 연주했던 데뷔 음반과 달리 《You Want It You Got It》은 스튜디오에서 라이브로 녹음됐다. 이 음반은 1981년 봄 퀘벡주 모린하이츠의 르 스튜디오에서 2주에 걸쳐 녹음되었고 뉴욕의 더 파워 스테이션에서 혼합되었다. 원래 이 음반의 제목은 《Bryan Adams Hasn't Heard of You Either》(브라이언 애덤스는 그의 첫 음반과 싱글에 대한 비평가들의 무관심 때문에)였지만 애덤스의 유머 감각은 더 안전한 타이틀을 선택한 음반 회사의 문지기들을 지나치지 못했다.

## 곡 목록
모든 곡들은 특별한 언급이 없는 한 브라이언 애덤스와 짐 발란스에 의해 작사/작곡하였다.
| #  | 제목                | 재생 시간 |
| -- | ------------------- | --------- |
| 1. | 〈Lonely Nights〉   | 3:46      |
| 2. | 〈One Good Reason〉 | 4:22      |
| 3. | 〈Don't Look Now〉  | 3:06      |
| 4. | 〈Coming Home〉     | 3:34      |
| 5. | 〈Fits Ya Good〉    | 4:35      |

| #   | 제목                        | 작사·작곡           | 재생 시간 |
| --- | --------------------------- | ------------------- | --------- |
| 6.  | 〈Jealousy〉                | 애덤스, 린제이 미첼 | 3:49      |
| 7.  | 〈Tonight〉                 |                     | 4:58      |
| 8.  | 〈You Want It, You Got It〉 | 애덤스              | 3:49      |
| 9.  | 〈Last Chance〉             | 애덤스              | 3:17      |
| 10. | 〈No One Makes It Right〉   | 애덤스              | 3:17      |

## 인증
| 국가                       | 인증 | 판매량/출하량 |
| -------------------------- | ---- | ------------- |
| 캐나다 (뮤직 캐나다)       | 골드 | 50,000^       |
| ^출하량을 기반으로 한 인증 |      |               |